# Camponotus rectangularis
Camponotus rectangularis é uma espécie de inseto do gênero Camponotus, pertencente à família Formicidae.